# Dom Wsparcia dla Powstańców Warszawskich
Dom Wsparcia dla Powstańców Warszawskich – budynek przy ulicy Nowolipie 22 na Muranowie, w Warszawie. Przeznaczony do organizowania spotkań oraz aktywizujących zajęć dla weteranów Powstania Warszawskiego. Uroczyście otwarty i przekazany z rąk władz Miasta Stołecznego Warszawa 30 września 2018 roku. Placówka otwarta jest od godziny 10 do 18, od poniedziałku do piątku. Prowadzona przez Stowarzyszenie Monopol Warszawski przy wsparciu Towarzystwa Przyjaciół Warszawy.

## Cel
Zadaniem placówki jest zapewnienie wsparcia Powstańcom Warszawskim w postaci ciepłego posiłku oraz ułatwionego dostępu do rehabilitacji, zajęć gimnastycznych, terapii psychologicznej czy możliwości wspólnej rozrywki – uczestnictwa w wydarzeniach artystycznych, gry w brydża czy różnego rodzaju warsztatach integracyjnych. Dom proponuje dwa rodzaje imprez kulturalnych – wydarzenia tylko dla Powstańców oraz wydarzenia dostępne dla wszystkich.

## Działalność
W ramach działalności Domu Wsparcia dla Powstańców Warszawskich prowadzone są:
- zajęcia z gimnastyki,
- indywidualne terapie manualne (masaże),
- spotkania klubu brydżowego,
- zajęcia z robótek ręcznych,
- spotkania Powstańców z uczniami szkół,
- spotkania ze współczesnymi artystami,
- wycieczki poza teren placówki.

Pracownicy ośrodka oferują również spotkania ogólnodostępne, takie jak koncerty z udziałem wybitnych artystów (m.in. Maria Pomianowska, Małgorzata Bańka, Tomasz Jocz), spektakle muzyczne tworzone na podstawie twórczości czasów okupacji oraz inne wydarzenia specjalne.
Od lutego 2019 roku prowadzony jest cykl spotkań pt. "Moja Warszawa", którego bohaterami są Powstańcy Warszawscy i ich wspomnienia o Warszawie. Spotkania składają się z trzech części: przedstawienia biografii bohatera wieczoru, opowieści o zapamiętanym mieście oraz części otwartej, w której można zadawać pytania, jak również wykonać pamiątkowe zdjęcia.
W 2020 roku planowane jest przeniesienie Domu Wsparcia dla Powstańców Warszawskich do zabytkowego budynku przy ulicy Hrubieszowskiej 9 na warszawskiej Woli.

## Źródła
1. http://www.monopolpraski.pl/www/dom-wsparcia-dla-powstancow-warszawskich/
2. http://warszawa.naszemiasto.pl/artykul/dom-wsparcia-dla-powstancow-warszawskich-oficjalnie-otwarty,4822341,artgal,t,id,tm.html
3. https://www.portalwarszawski.com.pl/2018/10/03/dom-wsparcia-dla-powstancow-warszawskich-oficjalnie-otwarty/
4. https://warszawa.tvp.pl/39258613/otwarto-dom-wsparcia-dla-powstancow-warszawskich
5. http://warszawa.naszemiasto.pl/artykul/powstancy-walcza-o-pamiec-mozemy-byc-dumni-z-naszego-miasta,4747509,artgal,t,id,tm.html
6. https://www.youtube.com/watch?v=KOuwaHa0lG0